# Kehinde Fadipe
Kehinde Fadipe (* 17. Juni 1983 in Port Harcourt) ist eine nigerianische Schauspielerin.

## Leben
Die Schauspielerin nigerianischer Herkunft gewann im Jahr 2009 den Pulitzer-Preis für die Dramaturgie des Dramas Ruined von Lynn Nottage. Das Stück befasst sich mit dem Thema der sexuellen Gewalt in der Demokratischen Republik Kongo.
Im Jahr 2011 wirkte Kehinde Fadipe in mehreren Kurzfilmen mit, unter anderem in Spirit Children, das sie selbst geschrieben und bei dem sie Regie geführt hatte. Es folgte eine Rolle in der Fernsehserie The Body Farm, die auf dem 1994 erschienenen Roman Das geheime ABC der Toten basiert.
Dem deutschen Publikum wurde sie durch ihren Auftritt in vier Folgen der britischen Jugend-Drama-Serie Misfits bekannt. Sie spielt darin Melissa, die weibliche Verkörperung der männlichen Hauptrolle Curtis, gespielt von Nathan Stewart-Jarrett.

## Filmografie
Schauspielerin
- 2011: Of Mary (Kurzfilm) – Regie: Adrian Lester
- 2011: Misfits (Fernsehserie, 4 Episoden)
- 2011: The Body Farm (Fernsehserie, eine Episode)

Filmschaffende
- 2011: Spirit Children (Kurzfilm, Regie, Drehbuch, Produktion)

## Theater
- Ruined von Lynn Nottage (2009)